# Евнут
Евнут (Евнутий, Явнутий) е син на великия княз на Литва Гедимин. Получава от своя баща Вилно (дн. Вилнюс).
Братята му обаче решават да провъзгласят Олгерд за велик княз и през 1345 Кейстут завладява Вилно. Евнутий бяга в Москва и приема православието с надеждата за помощ от русите, но е принуден да се върне в родината си.